# 原弘
原 弘（はら ひろむ、1903年6月22日 - 1986年3月26日）は、昭和期の日本を代表するグラフィックデザイナーの一人。

## 人物
ヨーロッパで開花した近代タイポグラフィー運動『ノイエ・ティポグラフィー』の理念を支持しながら、日本の活字文化で独自の表現の確立を志し、原はこれを『僕達の新活版術』と呼んだ。原のデザインスタイルは理論的に組立てるもので、作家性のあるものではなく、依頼者側に立ち、装幀、ポスター、パッケージなどを数多く手がけた。生涯に手がけた出版物の総数は、雑誌の表紙デザインなども含めれば、おおよそ3000点近くにもおよぶ。
特に装幀において高く評価されており、1940年代末から1970年代半ばまで装幀者として第一線で活躍。出版界に一時代を築いた。美術評論家の勝見勝は原を『ブックデザインの天皇』と評している。
原は日本デザインセンターの創設に参画し、デザインビジネスの最前線で活躍するかたわら、美術大学で教鞭を執るなど教育者としても知られている。
デザインに用いられる「紙」についても、早い段階から重視しており、1959年から1972年にかけて、紙商社である竹尾洋紙店（現株式会社竹尾）と洋紙の開発を行い、『パンドラ』、『サーブル』、『フロッケン』などの紙を生み出した。

## 年譜
- 1903年6月22日 - 長野県下伊那郡飯田町（現・飯田市通り町）で印刷業を営む原四郎の三男二女の長男として生まれる。
- 1910年 - 飯田町立飯田尋常高等小学校に入学[1]。
- 1916年 - 長野県立飯田中学校（現長野県飯田高等学校）に入学[1]。
- 1918年 - 飯田中学校の二学年修了後、同校を中退。単身上京し、叔父で早稲田大学の英文学者である岡村千曳宅に下宿。4月に東京府立工芸学校（現東京都立工芸高等学校）に新設された印刷科に入学（この科は19年に製版印刷科に改称）[1]。
- 1921年 - 3月に同校製版印刷科を卒業。4月に同校製版印刷科の助手となる[1]。
- 1932年 - 東京府立工芸学校の教諭と並行して、同校製版印刷科の卒業生有志と東京印刷美術家集団を結成し、原が代表を務める[1]。同人組織の日本工房を設立し商店建築の設計や内装を手がける[1]。
- 1933年 - 名取洋之介の日本工房（第一次）の設立に岡田桑三、木村伊兵衛、伊奈信男らと参加。
- 1934年 - 日本工房を離脱、中央工房を結成[1]。
- 1935年 - 帝国美術学校（現・武蔵野美術大学）講師となる。
- 1941年3月 - 東京府立工芸学校の教諭を辞職し、授業嘱託となる。7月頃同校を退職[1]。
- 1941年 - 東方社に入社[1]。美術部長に就任、雑誌『FRONT』のアートディレクションを行う。
- 1945年 - 東方社を退職[1]。
- 1947年 - 造形美術学園（現武蔵野美術大学）の実用美術科の教授に就任[1]。
- 1951年 - 日本宣伝美術会の設立に参加[1]。
- 1952年 - 武蔵野美術学校（現・武蔵野美術大学）商業美術科の主任教授に就任[1]。
- 1955年 - グループ展『グラフィック'55』に河野鷹思・亀倉雄策・伊藤憲治・大橋正・早川良雄・山城隆一・ポール・ランドとともに参加。次世代のデザイナーに大きな影響を与えた[1]。
- 1959年 - 『グラフィック・デザイン』の創刊に参加し、編集長の勝見勝とともに顧問、アート・エディターとなる。
- 1960年 - 3月に日本デザインセンターを亀倉雄策等と設立。取締役となる。（1969年に専務取締役、1969年に取締役社長に就任）[1]。 5月に開催された世界デザイン会議・東京の日本実行委員会委員長として広報を担当。
- 1961年 - 東京アートディレクターズクラブの会員となる[1]。竹尾洋紙店「紙のデザイン」で第7回毎日産業デザイン賞受賞。
- 1962年 - 日本デザインセンター専務取締役に就任。武蔵野美術大学造形学部産業デザイン学科商業デザイン専攻主任教授となる。
- 1963年 - 東京オリンピック組織委員会デザイン懇親会で書体の統一及び広報を担当。平凡社『太陽』創刊に参加。アート・エディターを担当。
- 1964年 - 東京オリンピックのデザイン懇談会委員を務める（諮問されたのは1960年）。ICTA（International Center for the Typographic Arts）の日本代表となる。
- 1966年 - 日本万国博覧会の和文タイトルおよび英文タイトル「EXPO'70」のレタリングを担当する[3]。札幌オリンピックのデザイン委員になる[1]。
- 1968年 - 愛知県立芸術大学の非常勤講師になる[1]。
- 1969年 - 日本デザインセンター代表取締役に就任。『原弘教授作品展』（武蔵野美術大学美術館）開催。
- 1970年 - 武蔵野美術大学教授を辞任。九州芸術工科大学の非常勤講師になる[1]。
- 1971年 - 紫綬褒章を受章。「画集 ポール・クレー」（求龍堂）で第6回造本装幀コンクール文部大臣賞を受賞。
- 1974年 - 日本出版学会に入会。常任理事となる[1]。
- 1975年 - 東南アジアの旅行中に倒れ帰国後に入院。日本デザインセンターの代表取締役社長を辞任し、顧問に就任。九州芸術工科大学の非常勤講師を辞任[1]。「建築大辞典」（彰国社）で第10回造本装幀コンクール通産大臣賞を受賞。「萬葉大和路」（保育社）1975年国際ブックデザイン展で金賞を受賞。
- 1978年 - 勲四等旭日小綬章を受章。
- 1981年 - 武蔵野美術大学の名誉教授に就任[1]。
- 1983年 - 東京ADC創立30周年会員貢献賞受賞。
- 1986年3月26日 - 自宅で死去[1]。

### 死後
- 1988年 - 東京アートディレクターズクラブが『原弘賞』を制定[1]。
- 1991年 - 『原弘のブックデザイン』展がアクシスギャラリーで開催[1]。
- 1996年 - 『原弘 近代グラフィック・デザインの夜明け』展が飯田市美術博物館で開催[1]。
- 2001年 - 『原弘のタイポグラフィー』展がギンザ・グラフィック・ギャラリーで開催[1]。
- 2012年 - 『原弘と東京国立近代美術館』展が東京国立近代美術館で開催[4]。

## 作品
- 花王石鹸『新装花王石鹸』1931年、パッケージ
- 角川書店『昭和文学全集』1952年 - 1955年、装幀
- 角川書店『昭和文学全集』1952年 - 1955年、装幀
- 平凡社『国民百科事典』1961年 - 1962年、装幀
- 平凡社『世界大百科事典』、装幀
- 筑摩書房『筑摩叢書』、装幀
- フジネットワークのシンボルマーク
- 東京オリンピックの公式招待状・賞状・入場券など

下記、受賞の項も参照

## 受賞
- 1953年 - 第5回装幀美術展、文部大臣賞（世界の現代建築）[1]
- 1958年 - 日本写真家協会功労賞[1]
- 1958年 - ADC銀賞（日本歌舞伎舞踊のポスター）[1]
- 1961年 - 第7回毎日産業デザイン賞（製紙におけるシリーズデザイン）[1]
- 1962年 - ADC銅賞（日本建築家協会モヂュール展のディスプレイ・パネルデザイン）[1]
- 1964年 - ADC銅賞（太陽のアートディレクション）[1]
- 1965年 - ライプツィヒ国際ブックデザイン展、書籍美術賞（日本列島・世界写真年鑑65・正倉院宝物）[1]
- 1965年 - ADC賞（日本 Japan）[1]
- 1968年 - 第3回造本装幀コンクール、金賞（技術と人間・現実と創造）[1]
- 1970年 - 第5回造本装幀コンクール、金賞（芸話おもちゃ箱）[1]
- 1971年 - 第44回ライプツィヒ国際ブックデザイン展、金賞（アポロ百科事典）[1]
- 1971年 - 第6回造本装幀コンクール、文部大臣賞（パウル・クレー）[1]
- 1971年 - 紫綬褒章[1]
- 1972年 - 第7回造本装幀コンクール、文部大臣賞（世界版画体系）[1]
- 1975年 - ライプツィヒ国際ブックデザイン展、金賞（萬葉大和路）[1]
- 1975年 - 第6回講談社出版文化賞、ブックデザイン賞（東洋陶磁大観）
- 1975年 - 第10回造本装幀コンクール、通産大臣賞（建築大辞典）[1]
- 1977年 - 第12回造本装幀コンクール、通産大臣賞（特殊製紙五十年史）[1]
- 1978年 - 勲四等旭日小綬章[1]
- 1981年 - 第16回造本装幀コンクール、文部大臣賞（中国の博物館）[1]
- 1982年 - 第17回造本装幀コンクール、通産大臣賞（西域美術）[1]

など受賞多数。

## 著書
- グラフィックデザイン大系 第1巻～第5巻（共編） 美術出版社, 1960～1962
- 世界のグラフィックデザイン2（編） 講談社 1974.5
- 原弘 グラフィック・デザインの源流 平凡社 1985.6
- 現代日本のブックデザイン 1975～1984（共編） 講談社 1986.12

## 関連文献
- 『原弘 近代グラフィック・デザインの夜明け 特別展』飯田市美術博物館 1996 国立国会図書館書誌ID:000002545882
- 『原弘 デザインの世紀』 平凡社 2005.6 ISBN 4-582-62038-8